# Pelemwatu
Pelemwatu is een bestuurslaag in het regentschap Gresik van de provincie Oost-Java, Indonesië. Pelemwatu telt 5665 inwoners (volkstelling 2010).